# 霍羅布里夫 (特諾皮爾州)
49°35′55″N 25°7′16″E / 49.59861°N 25.12111°E
霍羅布里夫（烏克蘭語：Хоробрів）是烏克蘭的村落，位於該國西部捷爾諾波爾州，由捷尔诺波尔区負責管轄，始建於1445年，面積0.05平方公里，2001年人口171，人口密度每平方公里3,288.5人。